# Abbazia di Santa Felicola
L'abbazia di Santa Felicola è un'ex abbazia agostiniana d'origine medievale, situata in strada Santa Felicola a Montechiarugolo, in provincia di Parma.

## Storia
Nell'antica località di Romolano, in epoca altomedievale fu costruito sul luogo dell'abbazia un oratorio dipendente dal Capitolo della Cattedrale di Parma, la cui esistenza fu testimoniata per la prima volta il 1º aprile 924 in alcuni documenti conservati nell'Archivio di Stato di Parma; secondo la tradizione, la struttura accoglieva dall'825 le reliquie di santa Felicola, che nel 983 furono spostate nel monastero di San Paolo di Parma su decisione del vescovo Sigefredo II.
Agli inizi dell'XI secolo, attorno alla cappella fu edificato, probabilmente già dai Canonici Regolari di sant'Agostino, un monastero, che fu elevato a sede di priorato nel 1018. Nel 1153 il papa Eugenio III concesse ai frati il possesso della struttura e dell'adiacente tenuta e consentì la costruzione della collegiata; cinque anni dopo il papa Adriano IV garantì la propria protezione al priore Gherardo e gli confermò le precedenti autorizzazioni, nonché il possesso della chiesa di San Sepolcro di Parma.
Tra l'XI e il XII secolo, a servizio dei viandanti, i monaci costruirono, in corrispondenza del guado sul torrente Enza, l'oratorio del Romito. L'importanza dell'abbazia crebbe notevolmente soprattutto verso la metà del secolo, quando, grazie a cospicue donazioni e alle opere di bonifica effettuate dai religiosi, le proprietà si ampliarono significativamente, arrivando a estendersi anche nei territori di Sant'Ilario e Montecchio.
Tuttavia, durante gli scontri che nel 1313 opposero il conte Giovannino Sanvitale, alleato con i Baratti e i da Palù, a Giberto III da Correggio e al podestà di Parma, il monastero fu dato alle fiamme e in gran parte distrutto. A ciò si aggiunse tre decenni dopo l'epidemia di peste nera, in seguito alla quale nel 1348 nella struttura, che già dal 1238 era stata unita al monastero di Sant'Ermanno situato in località Santa Romana, sopravvissero soltanto due religiosi, fino al completo abbandono nel 1360. Intorno al 1455 il vescovo Delfino della Pergola incamerò, su autorizzazione pontificia, tutti i beni abbaziali, compresa la chiesa di San Sepolcro; tuttavia, nel 1460 il Papa annullò la concessione e assegnò ai Canonici Regolari Lateranensi, che si stabilirono in San Sepolcro, gli antichi possedimenti. L'oratorio del Romito fu invece donato nel 1530 dalla contessa Domitilla Trivulzio, vedova del conte di Montechiarugolo Francesco Torelli, ai francescani del vicino convento di Santa Maria delle Grazie.
Nel 1789 o 1793 il papa Pio VI, dopo aver soppresso l'ordine dei Canonici Regolari Lateranensi, cedette all'ospedale della Misericordia di Parma, su richiesta del duca Ferdinando, gran parte della tenuta di Santa Felicola, comprendente fino ad allora terreni estesi su un'ampiezza di oltre 800 biolche, che furono ridotte a circa 600.
Agli inizi del XIX secolo il conte Giuseppe Simonetta di Torricella, proprietario anche della villa di Porporano, cedette all'ospedale di Parma vari terreni posti a Castione Marchesi, in cambio della tenuta di Santa Felicola, che modificò e trasformò in residenza privata, sede di una vasta azienda agricola. Nel 1871 gli succedette il figlio Giovanni, alla cui morte nel 1884 tutte le sue proprietà passarono alla vedova Anna Pallavicino. Nove anni dopo il nipote Luigi, figlio della cognata Marianna Simonetta e del conte Giovanni Sanvitale, fu adottato dalla Contessa e nel 1906 aggiunse al cognome paterno quello materno, fino ad ereditare nel 1915 i beni della zia.
Due anni dopo Luigi vendette gran parte della tenuta all'imprenditore agricolo Brandino Vignali. In seguito alla disfatta di Caporetto, tra il 1917 e il 1918 numerosi profughi furono ospitati nell'ex abbazia; dopo il 1920 il Conte Simonetta Sanvitale alienò la porzione ancora in suo possesso al conte veneto Valmarana, che era stato informato della vendita dagli sfollati.
Nel 1922 Vignali si trasferì nella struttura e avviò una serie di opere per modernizzare l'azienda agricola, edificando anche un caseificio; negli anni seguenti con grande difficoltà riuscì a riunificare la maggior parte della proprietà, ormai estesa su circa 420 biolche. Alla sua morte nel 1944, gli succedette il figlio Gino, che nel 1960 la lasciò ai suoi eredi.

## Descrizione

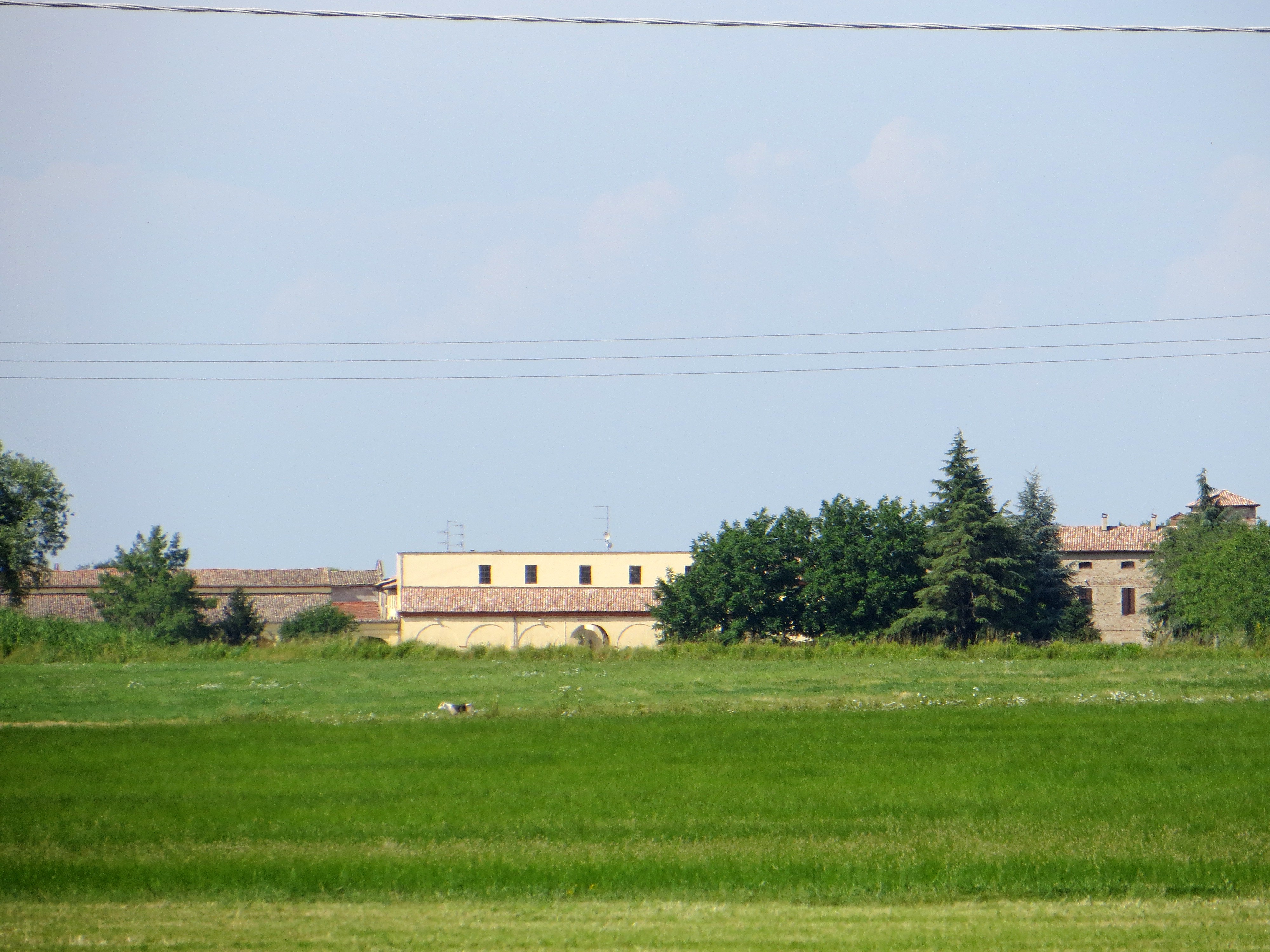
L'abbazia vista da sud

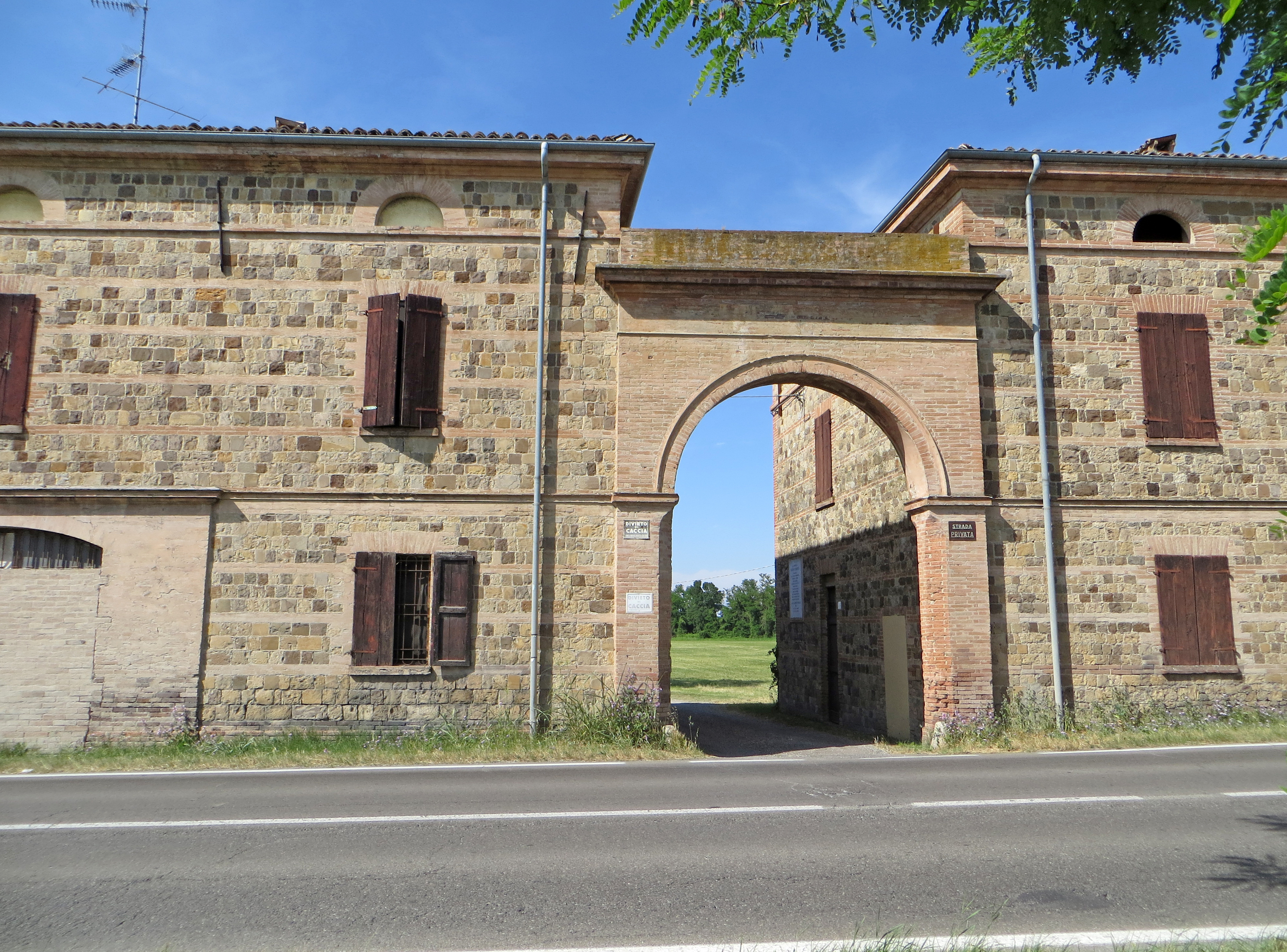
Edifici d'ingresso alla tenuta

Il complesso si articola attorno a una grande corte rettangolare; a sud ed est si trovano il corpo residenziale e l'antica chiesa, oltre i quali si estende l'ampio parco, mentre a nord e ovest sorgono gli edifici agricoli. Un'arcata a tutto sesto in mattoni affacciata su via Parma, affiancata da due simmetrici fabbricati in pietra a uso colonico, dà accesso al lungo viale rettilineo che conduce all'ex abbazia.
La corte interna è affiancata da edifici di diverse epoche e forme; l'ala più antica sorge a est, ove si conservano un lato del chiostro medievale e, sullo spigolo nord, l'ex cappella romanica.
Il portico, risalente al XII secolo, presenta una successione di archi a tutto sesto, sormontati da una doppia modanatura in pietra; a sostegno si erge una serie di colonnine binate, elevate su un lungo basamento in pietra e coronate da capitelli con volute sugli spigoli.
La chiesa sconsacrata presenta una facciata a capanna in pietra, al cui centro si trova il portale d'ingresso, sormontato da una lunetta delimitata da una cornice; più in alto si apre nel mezzo un'ampia finestra a lunetta, coronata da una bifora a tutto sesto, con colonnina centrale; sul retro si erge la massiccia torre campanaria. All'interno l'antica navata, divisa verticalmente in due parti da un solaio, è coperta superiormente da un soffitto a capriate lignee; sul fondo, ai lati dell'abside, si conservano in testa a due lesene due capitelli romanici, scolpiti rispettivamente con un'aquila, simbolo di san Giovanni evangelista, e un toro, emblema di san Luca.
L'ala residenziale accoglie internamente vari ambienti di rappresentanza, coperti da volte a padiglione; l'ampio salone, originariamente adibito forse a refettorio, è sormontato da una volta a botte lunettata, arricchita sul contorno da una serie di mensole a sostegno delle vele.